# Cigaritis brunnea
Cigaritis brunnea is een vlinder uit de familie van de Lycaenidae. De wetenschappelijke naam van de soort is voor het eerst gepubliceerd in 1966 door Thomas Herbert Elliot Jackson.
De soort komt voor in de bossen van Congo-Kinshasa, Oeganda, Tanzania, Zambia en Zimbabwe.
De spanwijdte bedraagt ongeveer 31 millimeter.